# Ходоњин
Ходоњин (чеш. Hodonín) град је у Чешкој Републици, у оквиру историјске покрајине Моравске. Ходоњин је трећи по величини град управне јединице Јужноморавски крај, у оквиру којег је седиште засебног округа Ходоњин.

## Географија
Ходоњин се налази у крајње југоисточном делу Чешке републике, на самој граници са Словачком (дели га река као граница). Град је удаљен од 270 км југоисточно од главног града Прага, а од првог већег града, Брна, 60 км југоисточно.
Град Ходоњин се налази на реци Морави у области јужне Моравске. Иста река је граница ка суседној Словачкој. Надморска висина града је око 170 м. Положај средишта града у пространој равници, па је град један од „најравничарскијих“ у целој држави.

## Историја
Подручје Ходоњина било је насељено још у доба праисторије. Насеље под данашњим називом први пут се у писаним документима спомиње 1046. године, као тврђава, а насеље је 1228. године добило градска права. Вековима су главно становништво у граду били Чеси. Из времена средњег века сачувано је доста грађевина.
1919. године Ходоњин је постао део новоосноване Чехословачке. У време комунизма град је нагло индустријализован. После осамостаљења Чешке дошло је до опадања активности тешке индустрије и до проблема са преструктурирањем привреде.

## Становништво
Ходоњин данас има око 26.000 становника и последњих година број становника у граду лагано опада. Поред Чеха у граду живе и Словаци и Роми.

## Партнерски градови
- Холич
- Stolberg
- Zistersdorf
- Католика

## Галерија
- Црква св. Вавринке
- Спортска хала
- Главна улица
- Градска хидроелектрана